# Igor Kuljerić
Igor Kuljerić (1er février 1938 – 20 avril 2006) est un important compositeur et chef d'orchestre croate. Ses grandes œuvres ont suivi les changements stylistiques et les évolutions de la musique des XXe et XXIe siècles.

## Biographie
Né dans la ville côtière de Šibenik sur la mer Adriatique, Kuljerić est diplômé en composition de l'Académie de musique de Université de Zagreb et reçoit une bourse du gouvernement italien pour étudier le répertoire d'opéra à La Scala de Milan, en Italie. Attiré par les nouveaux mouvements de la musique contemporaine, il participe aux expérimentations menées au Studio di fonologia musicale à la RAI avec Luigi Nono et à Monte Carlo avec Igor Markevitch. De 1960 à 1967, il est répétiteur et chef assistant de l'Opéra du Théâtre national croate de Zagreb et devient plus tard membre du célèbre ensemble I Solisti di Zagreb en tant que claveciniste et assistant du metteur en scène Antonio Janigro. Ses débuts en tant que chef d'orchestre en 1967 lors de la tournée des solistes de Zagreb aux États-Unis, suivis de critiques positives dans la presse de New York et de Boston, le conduisent à titre permanent à la direction de la Radiotélévision croate. De 1968 jusqu'au début des années 1980, il est le chef d'orchestre du Chœur de la Radio Télévision Croate et de l'Orchestre Symphonique de la Radio Télévision Croate. Kuljerić occupe de nombreux postes importants dans des institutions culturelles croates, notamment des postes de direction musicale du Festival d'été de Dubrovnik, du Théâtre national croate, de la série de salles de concert Vatroslav Lisinski et du festival de musique contemporaine de la Biennale de musique de Zagreb. Kuljerić est également actif en donnant des performances à l'étranger dans des pays comme les États-Unis, l'ex-URSS, l'Espagne, l'Italie et l'Autriche.
Il s'est imposé très tôt comme l'un des compositeurs croates les plus joués, ses pièces faisant partie du répertoire de nombreux orchestres, ensembles de chambre et solistes.
Ses œuvres étudiantes, Variations symphoniques, Concert Ouverture, Concerto pour cor et orchestre et Two Ballet Suites doivent beaucoup aux influences académiques tout en parlant des talents particuliers et de l'inventivité du jeune compositeur.
Après avoir obtenu son diplôme, Kuljerić s'est senti intrigué par les nouveaux outils musicaux expressifs et expérimentaux qui étaient devenus disponibles. À cette époque, le Festival de musique contemporaine de la Biennale de Zagreb était à l'avant-garde du mouvement d'avant-garde international accueillant tous les compositeurs, écrivains musicaux et interprètes importants. Certaines des œuvres de cette période comprennent Figurazioni Con Tromba pour trompettes et orchestre, Solo-Tutti pour piano et orchestre, Impulsi II pour quatuor à cordes, Ballads of Petrica Kerempuh pour orchestre et chœurs, musique folklorique sur bande (interprétée comme musique de danse contemporaine), Les Echos I pour orchestre de chambre et Les Echos II pour orchestre de jazz et orchestre symphonique.
Kuljerić a ressenti les limites définitives du mouvement d'avant-garde au début des années 1980, son esthétique ne lui permettant pas de développer davantage ses idées musicales. Il a étudié les couches profondes de son héritage musical avec de nombreuses références — directes et indirectes — à la musique et à la tradition folkloriques croates, essayant d'incorporer les expériences positives de l'avant-garde musicale. Depuis lors, sa production a démontré une volonté d'écrire dans un style plus direct et communicatif, reflétant la remise en cause des théories et des pratiques modernistes.
Beaucoup de ces caractéristiques se retrouvent dans ses Risuono Di Gavotta et Chorale Ouverture pour orchestre symphonique, Alleluia et Pater Noster pour trio avec piano, Valse pour ensemble de chambre, Concertpiece pour flûtes et orchestre, Chopin op. 7 n ° 4 pour vibes et flûte, Concerto pour marimba et orchestre, Barocchiana pour marimba et cordes, Riky Levi, un ballet créé en 1991 à Sarajevo, avec une version ultérieure de la suite d'orchestre, Five Movements from the Ballet Riky Levi).
Une partie spéciale de l'opus de Kuljerić fait référence aux racines musicales nationales et à la pratique religieuse, au patrimoine glagolitique croate et à la pratique artistique historique (poésie de la Renaissance et musique baroque) et peut être trouvée dans Quam Pulchra Es (Ommaggio A Kukacic), Sea (More) pour un chœur de femmes, Chanson pour quatuor à cordes, Krizu daj nam to milosti (Christ, donne-nous la paix) pour chœur d'hommes, Kanconijer (Chansonnier) pour voix et instruments, et Hrvatski glagoljaški rekvijem (Requiem glagolitique, comme la Messe glagolitique de Janáček) une œuvre monolithique pour solistes, chœur et orchestre écrit sur un ancien texte glagolitique croate de la messe catholique (disque enregistré en concert, publié par Cantus), (enregistré pour BR-Klassik) - quatre nominations pour PORIN - le prix discographique croate le plus important) et la messe croate.
Kuljerić a composé beaucoup de films et de musique accessoire, d'arrangements et de projets croisés avec de célèbres stars de la pop et du rock croates, de la musique pour des événements sportifs, des jingles télévisés et des publicités. Il a insisté sur la liberté d'explorer divers styles et formes musicales, à la recherche d'une fusion qui atteindrait le public contemporain et communiquerait la situation humaine actuelle. Ainsi, il a été attiré par le théâtre et a écrit trois opéras :
- La Puissance de la vertu (Moc vrline) créé en 1977 au Théâtre national croate de Zagreb. Écrit dans un style avant-gardiste, l'œuvre parle des temps maléfiques dans lesquels se produisent les chasses aux sorcières, où l'hystérie collective devient la source de la souffrance individuelle. L'opéra a reçu un prix INA.
- Richard III basé sur le drame de Shakespeare, est créé en 1987 au Théâtre national croate de Zagreb. Le mécanisme des crimes qui régissent l'histoire humaine et régissent les destinées humaines sont les thèmes cruciaux de cet opéra.
- Animal Farm[4] basé sur le roman de George Orwell, est créé à la Biennale de musique de Zagreb en 2003 dans la salle de concert Vatroslav Lisinski en tant que commande conjointe de la Biennale de musique de Zagreb, de la salle de concert Vatroslav Lisinski et de la Radiotélevision croate. La musique combine des éléments traditionnels de l'opéra et du music-hall moderne, en utilisant la technique du persiflage sur les modèles mélodiques-harmoniques-rythmiques de la musique de la société de consommation (référence de S. Reich à la musique de rue) et en les intégrant dans un langage musical individuel. C'est un processus familier aux compositeurs tout au long de l'histoire de la musique occidentale.

Les œuvres les plus récentes de Kuljerić comprennent Pop Concert pour trompette et orchestre, Folk Art pour marimba et quatuor à cordes et Milonga para Victor Borges pour ensemble de violoncelles.
Kuljerić a reçu le prix de l'UNESCO et de nombreux prix croates importants. En 2004, il a été admis à l'Académie croate des sciences et des arts.
Kuljerić est mort en avril 2006, trois semaines seulement après l'achèvement et la création de sa Hrvatska Misa (Messe croate), (Messe croate), une composition monumentale pour solistes, chœur et orchestre. Le travail sur son nouvel opéra, Catherine of Zrin (Katarina Zrinska), mettant en scène l'héroïne dans un drame historique sur l'amour et la politique, est inachevé.

## Discographie
- Hrvatski glagoljaški rekvijem - Kristina Kolar, soprano ; Annika Schlicht, mezzosoprano ; Éric Laporte, ténor ; Ljubomir Puškarić, baryton ; Chœur et orchestre de la radio bavaroise, dir. Ivan Repušić (janvier/février 2019, BR-Klassik) (OCLC 1197705626)

## Sources
- (en) Zvonimir Hacko et Jeannine Wagar, « A voice from Silba : Creative Work of Igor Kuljeric » (version du 4 octobre 2011 sur Internet Archive)
- Cantus - Société croate des compositeurs sur cantus.hr
- International Who is Who in Classical Music (2003)
- Igor Kuljeric, Hrvatsko drustvo skladatelja, Cantus d.o.o 2005